# Howard Saalman
Howard Saalman (geboren als Heinz Saalmann 17. Februar 1928 in Stettin, Deutsches Reich; gestorben 19. Oktober 1995, in Squirrel Hill, Pittsburgh) war ein deutschamerikanischer Architekturhistoriker.

## Leben
Heinz Saalmann war ein Sohn des Handwerkers Walter Saalmann und der Gertrude Robert, er hatte einen Bruder. Der Familie gelang 1938 die Flucht in die USA. Er erhielt 1944 die amerikanische Staatsbürgerschaft.
Saalman studierte Kunstgeschichte und Architekturgeschichte an der New York University, an der Universität München und mit einem Fulbright-Stipendium in Italien. Saalman heiratete 1954 die Kunstpädagogin Jeanne Farr, sie haben eine Tochter.  Er machte 1955 einen Master und wurde 1960 promoviert. Ab 1958 war er Assistant Professor an der Carnegie Mellon University in Pittsburgh und erhielt dort 1971 eine Professur.

## Schriften (Auswahl)
- Medieval architecture. European architecture, 600–1200. 1958
  - Architektur des frühen Mittelalters. Europ. Architektur 600–1200 n. Chr. Übersetzung Wiltrud Bichsel, Rudolph Poetzelberger. Ravensburg: O. Maier, 1963
- The Church of Santa Trinita in Florence. 1966
- The Bigallo. The oratory and residence of the Compagnia del Bigallo e della Misericordia in Florence. 1969
- Haussmann: Paris transformed. 1971
- Il Palazzo comunale di Montepulciano. un lavoro sconosciuto di Michelozzi. 1973
- L’architettura e Ghiberti, in: Lorenzo Ghiberti nel suo tempo, Florenz: Olschki, 1980, S. 437–440
- Filippo Brunelleschi. The Buildings. London: Zwemmer, 1993